# Мутный поток (1953)
Мутный поток (яп. にごりえ Nigorie)) — фильм японского режиссёра Тадаси Имаи, экранизация 1953 года одноимённого романа (1895) Итиё Хигути.
Фильм участвовал в конкурсе на каннском фестивале 1954 года. Фильм стал лучшим, выиграв премию Майнити в 1954 году.

## Сюжет
- Фильм создаёт три портрета женщин эпохи Мэйдзи:

1. Молодая женщина уходит из семьи ради друга детства. Но его оставляет также, поскольку не ощутила взаимной любви.
2. Укравшую деньги служанку спас сын хозяйки.
3. Мужчина идёт по пути бедности и лишений ради гейши.

## В ролях

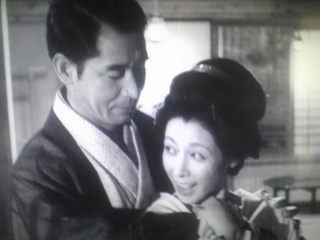
Со Ямамура и Тикагэ Авасима

- Кен Митсуда: Сайто Канаэ (1)
- Ятсуко Танами: Харада Секи (1)
- Акико Тамура: Сайто Мойо (1)
- Хиро Кумон: Сайто Иносуке (1)
- Ёсико Куга: Омине (2)
- Кадзуо Китамура: рикша (2)
- Хисао Тоаке: Тобеи (2)
- Ёси Минами: Окотояи (3)
- Тикагэ Авасима: Орики (3)
- Со Ямамура: Асаносуке (3)
- Седзи Миягидзи: Ген Сици (3)
- Харуко Сигимура: Охатсу (3)

## Награды
- 1954: Голубая лента Тадаси Имаи за лучший фильм
- 1954: Кинема Дзюмпо за лучший японский фильм 1953 года для Тадаси Имаи
- 1954: кинопремия Майнити за лучший фильм и лучшую режиссуру для Тадаси Имаи
- 1954: кинопремия Майнити за лучшую женскую роль второго плана для Харуко Сигимура